# Sandon Stolle
Sandon Stolle (n. 13 de julio de 1970 en Sídney) es un exjugador de tenis australiano, que se destacó especialmente en la modalidad de dobles, modalidad en la que llegó a ocupar el puesto N.º 2 del ranking mundial.

## Torneos de Grand Slam

### Campeón Dobles (1)
| Año  | Torneo  | Pareja    | Oponentes en la final      | Resultado   |
| 1998 | US Open | Cyril Suk | Mark Knowles Daniel Nestor | 4-6 7-6 6-2 |

### Finalista Dobles (3)
| Año  | Torneo        | Pareja        | Oponentes en la final          | Resultado   |
| 1995 | US Open       | Alex O'Brien  | Todd Woodbridge Mark Woodforde | 3-6 3-6     |
| 2000 | Roland Garros | Paul Haarhuis | Todd Woodbridge Mark Woodforde | 6-7 4-6     |
| 2000 | Wimbledon     | Paul Haarhuis | Todd Woodbridge Mark Woodforde | 3-6 4-6 1-6 |

## Títulos (22; 0+22)

### Finalista en individuales (1)
- 1996: Nottingham (pierde ante Jan Siemerink)

### Dobles (22)
| Leyenda                |
| Grand Slam (1)         |
| Tennis Masters Cup (0) |
| ATP Masters Series (4) |
| ATP Tour (17)          |

| N.º | Fecha | Torneo               | Superficie | Pareja            | Oponentes en la final               | Resultado           |
| --- | ----- | -------------------- | ---------- | ----------------- | ----------------------------------- | ------------------- |
| 1.  | 1992  | Taipéi               | Moqueta    | John Fitzgerald   | Patrick Baur Christo Van Rensburg   | 7-6, 6-2            |
| 2.  | 1993  | Sídney Outdoor       | Dura       | Jason Stoltenberg | Luke Jensen Murphy Jensen           | 6-3, 6-4            |
| 3.  | 1994  | Sídney Outdoor       | Dura       | Darren Cahill     | Mark Kratzmann Laurie Warder        | 6-1, 7-6            |
| 4.  | 1994  | Osaka                | Dura       | Martin Damm       | David Adams Andrei Olhovskiy        | 6-4, 6-4            |
| 5.  | 1994  | Cincinnati TMS       | Dura       | Alex O'Brien      | Wayne Ferreira Mark Kratzmann       | 7-6, 3-6, 6-3       |
| 6.  | 1996  | Ostrava              | Moqueta    | Cyril Suk         | Jan Kroslak Karol Kučera            | 7-6, 6-3            |
| 7.  | 1998  | Newport              | Césped     | Doug Flach        | Scott Draper Jason Stoltenberg      | 6-2, 4-6, 7-6       |
| 8.  | 1998  | Los Ángeles          | Dura       | Patrick Rafter    | Jeff Tarango Daniel Vacek           | 6-4, 6-4            |
| 9.  | 1998  | US Open, Nueva York  | Dura       | Cyril Suk         | Mark Knowles Daniel Nestor          | 4-6, 7-6, 6-2       |
| 10. | 1999  | Dubái                | Dura       | Wayne Black       | David Adams John-Laffnie De Jager   | 4-6, 6-1, 6-4       |
| 11. | 1999  | Indian Wells TMS     | Dura       | Wayne Black       | Ellis Ferreira Rick Leach           | 6-3, 6-4            |
| 12. | 1999  | Miami TMS            | Dura       | Wayne Black       | Boris Becker Jan-Michael Gambill    | 6-4, 7-6            |
| 13. | 1999  | Viena                | Dura       | David Prinosil    | Piet Norval Kevin Ullyett           | 6-3, 6-4            |
| 14. | 2000  | Los Ángeles          | Dura       | Paul Kilderry     | Jan-Michael Gambill Scott Humphries | walkover            |
| 15. | 2000  | Indianápolis         | Dura       | Lleyton Hewitt    | Jonas Bjorkman Max Mirnyi           | 7-6(3), 4-6, 7-6(3) |
| 16. | 2000  | Lyon                 | Moqueta    | Paul Haarhuis     | Ivan Ljubičić Jack Waite            | 6-1, 6-7, 7-6       |
| 17. | 2001  | Sídney               | Dura       | Daniel Nestor     | Jonas Bjorkman Todd Woodbridge      | 2-6, 7-6(4), 7-6(5) |
| 18. | 2001  | Dubái                | Dura       | Joshua Eagle      | Daniel Nestor Nenad Zimonjić        | 6-4, 6-4            |
| 19. | 2001  | Halle                | Césped     | Daniel Nestor     | Max Mirnyi Patrick Rafter           | 6-4, 6-7(5), 6-1    |
| 20. | 2001  | Moscú                | Moqueta    | Max Mirnyi        | Mahesh Bhupathi Jeff Tarango        | 6-3, 6-0            |
| 21. | 2001  | Stuttgart Indoor TMS | Dura       | Max Mirnyi        | Ellis Ferreira Jeff Tarango         | 7-6(3), 6-3         |
| 22. | 2002  | Viena                | Dura       | Joshua Eagle      | Jiří Novák Radek Štěpánek           | 6-4, 6-3            |

### Finalista en dobles (torneos destacados)
- 1995: Masters de Montreal (junto a Brian Macphie pierden ante Yevgeny Kafelnikov y Andrei Olhovskiy)
- 1995: US Open
- 1996: Masters de Cincinnati (junto a Cyril Suk pierden ante Mark Knowles y Daniel Nestor)
- 2000: Masters de Indian Wells (junto a Paul Haarhuis pierden ante Alex O'Brien y Jared Palmer)
- 2000: Masters de Montecarlo (junto a Paul Haarhuis pierden ante Wayne Ferreira y Yevgeny Kafelnikov)
- 2000: Masters de Hamburgo (junto a Wayne Arthurs pierden ante Todd Woodbridge y Mark Woodforde)
- 2000: Roland Garros
- 2000: Wimbledon
- 2001: Masters de Roma (junto a Daniel Nestor pierden ante Wayne Ferreira y Yevgeny Kafelnikov)
- 2001: Masters de Hamburgo (junto a Daniel Nestor pierden ante Jonas Bjorkman y Todd Woodbridge)

- Datos: Q303725